# 앤디 에이브러햄
앤디 에이브러햄(Andy Abraham, 1964년 7월 17일 ~ )은 잉글랜드의 가수, 테너 성악가, 작사가, 작곡가이다. 1987년 테너 성악가로 데뷔하였으며 2006년 대중가수로 본격 데뷔하였다. 우리나라 국내에서는 《The impossible dream》이라는 곡을 부른 가수로 잘 알려져 있다.